# Plagiochila palangiensis
Plagiochila palangiensis là một loài rêu trong họ Plagiochilaceae. Loài này được S.C. Srivast., K. K. Rawat & P.K. Verma mô tả khoa học đầu tiên năm 2006.